# Armederode
Armederode ist eine Wüstung auf dem Gebiet der Gemeinde Kirchheim im Landkreis Hersfeld-Rotenburg in Nordhessen.

## Lage
Die Siedlung befand sich an bisher nicht genau identifizierter Stelle in einem Wiesengrund zwischen Frielingen, Gersdorf und Willingshain, vermutlich in der ungefähren Gegend 50° 51′ 47″ N, 9° 31′ 12″ O.

## Geschichte
Der Ort war Besitz der Abtei Hersfeld als Lehnsherr und war meist, gemeinsam mit Heiligenborn und Keudelbach, als Zubehör eines Burgsitzes in Hattenbach bzw. eines ursprünglich mit diesem verbundenen Ritterguts in Frielingen verlehnt. Er kam 1648 mit dem säkularisierten Fürstentum Hersfeld an die Landgrafschaft Hessen-Kassel, war zu dieser Zeit allerdings bereits verlassen. Wann er verlassen wurde, ist nicht bekannt.